# Mother/Why
Mother/Why è un singolo discografico di John Lennon e Yoko Ono, pubblicato nel 1970.

## Descrizione
Nonostante considerasse Mother una delle sue canzoni preferite, Lennon era dubbioso circa le capacità commerciali del brano e considerò quindi inizialmente l'idea di pubblicare Love. Il brano venne invece poi pubblicato come singolo, ma per il solo mercato statunitense e in una versione notevolmente più corta rispetto a quella dell'album e in parte rivisitata con l'esclusione, tra le altre cose, sia del suono delle campane a morto poste all'inizio del brano, che di alcune urla gutturali di Lennon, alla fine della canzone. Sul lato B del disco venne inserito il brano Why di Yōko Ono.

## Tracce
1. Mother – 3:38 (John Lennon)
2. Why – 5:37 (Yoko Ono)

## Brani

### Mother
Una diversa versione più lunga del brano venne pubblicata anche  nell'album John Lennon/Plastic Ono Band, dello stesso anno. Il singolo venne distribuito solo nel mercato americano. In seguito il brano Mother venne inserito anche sulle raccolte Shaved Fish (del 1975), Lennon Legend: The Very Best of John Lennon (del 1997) e nell'album concerto Live in New York City, pubblicato postumo nel 1986.
Durante i primi mesi del 1970 Lennon, insieme alla moglie Yōko Ono, si sottopose un ciclo di terapia psicanalitica (primal therapy) con il dottor Arthur Janov, basata sulla rimozione delle difese psichiche del paziente, alla ricerca dei traumi più profondi, associati ad esperienze del passato e riferite (nel caso del musicista) alla perdita e all'abbandono da parte dei suoi genitori e, che alla fine, venne descritta dallo stesso come: «qualcosa molto più importante dei Beatles».
Durante quel periodo, trascorso prima nella sua residenza inglese di Tittenhurst Park, per tre settimane, e poi al Primal institute di Los Angeles, in California, per altri quattro mesi, Lennon scrisse sia il testo che la musica di Mother.
Il brano, introdotto da un suono di una campana e caratterizzato, nella parte conclusiva, dalle grida strazianti di Lennon (Mama don't go, daddy come home), venne poi registrato, presso gli EMI Studios di Abbey Road, a Londra, con la collaborazione di Klaus Voormann al basso, di Ringo Starr alla batteria e con la produzione di Phil Spector (oltre che dello stesso Lennon e della moglie Yoko).
Nonostante il titolo (Madre), il testo del brano, fa riferimento al difficile e doloroso rapporto del musicista con entrambi i genitori che si separarono quando John aveva due anni, affidandolo a una zia: il padre (Alfred), che lasciò la famiglia quando John era ancora un bambino, e la madre (Julia), che invece non visse mai con lui e morì investita da un'auto guidata da un poliziotto ubriaco fuori servizio, quando Lennon aveva solo 17 anni. Più che un tributo affettuoso, quindi, il brano è un vero e proprio atto d'accusa nei confronti dei genitori. Nel corso della sua carriera, Lennon compose altre due canzoni dedicate alla madre: Julia e My Mummy's Dead.

#### Cover
- Barbara Streisand ha pubblicato una cover del brano sul suo album Barbara Joan Streisand, uscito nel 1971 .
- Mia Martini registrò una versione in italiano della canzone nel 1972, con il titolo Madre.
- Nel 1998, David Bowie ha registrato una versione del brano destinata ad un disco di tributo a John Lennon. Inizialmente prevista per il 2000, l'uscita dell'album venne successivamente accantonata, cosicché la versione di Bowie rimase inedita.[6]
- Christina Aguilera ha reinterpretato il brano in occasione della pubblicazione della raccolta Instant Karma: The Amnesty International Campaign to Save Darfur, uscita nel 2007.
- Lou Reed eseguiva dal vivo il brano in concerto durante il suo tour del 2011.

## Formazione
- John Lennon - voce, pianoforte, chitarra
- Ringo Starr - batteria
- Klaus Voormann - basso